# 지도

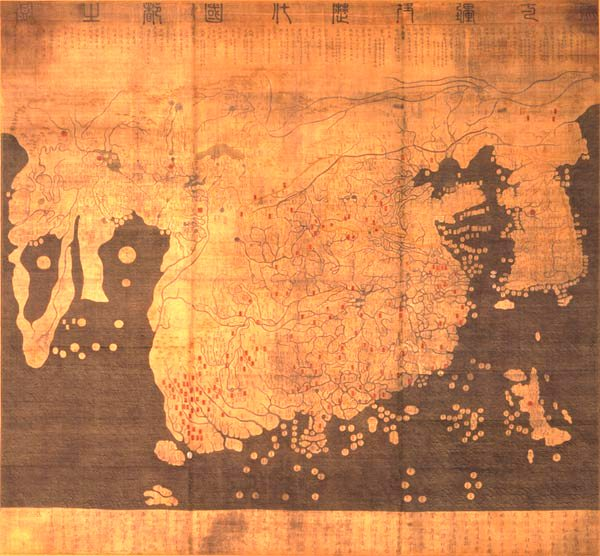
1402년 조선에서 제작된 혼일강리역대국도지도

지도(地圖)는 지구 표면의 일부나 전체의 상태를 약속된 기호나 문자를 사용하여 일정한 비율로 줄여 평면상에 나타낸 것으로 국경지도, 종교지도, 역사지도, 전쟁지도 등 나타내고자 하는 목적에 따라 여러 종류의 지도가 있다. 지도의 제작과 관련한 학문을 지도학이라고 한다. 또, 지도에 표시된 내용을 해독하는 방법은 독도법(讀圖法, map reading)이라고 한다.

## 역사

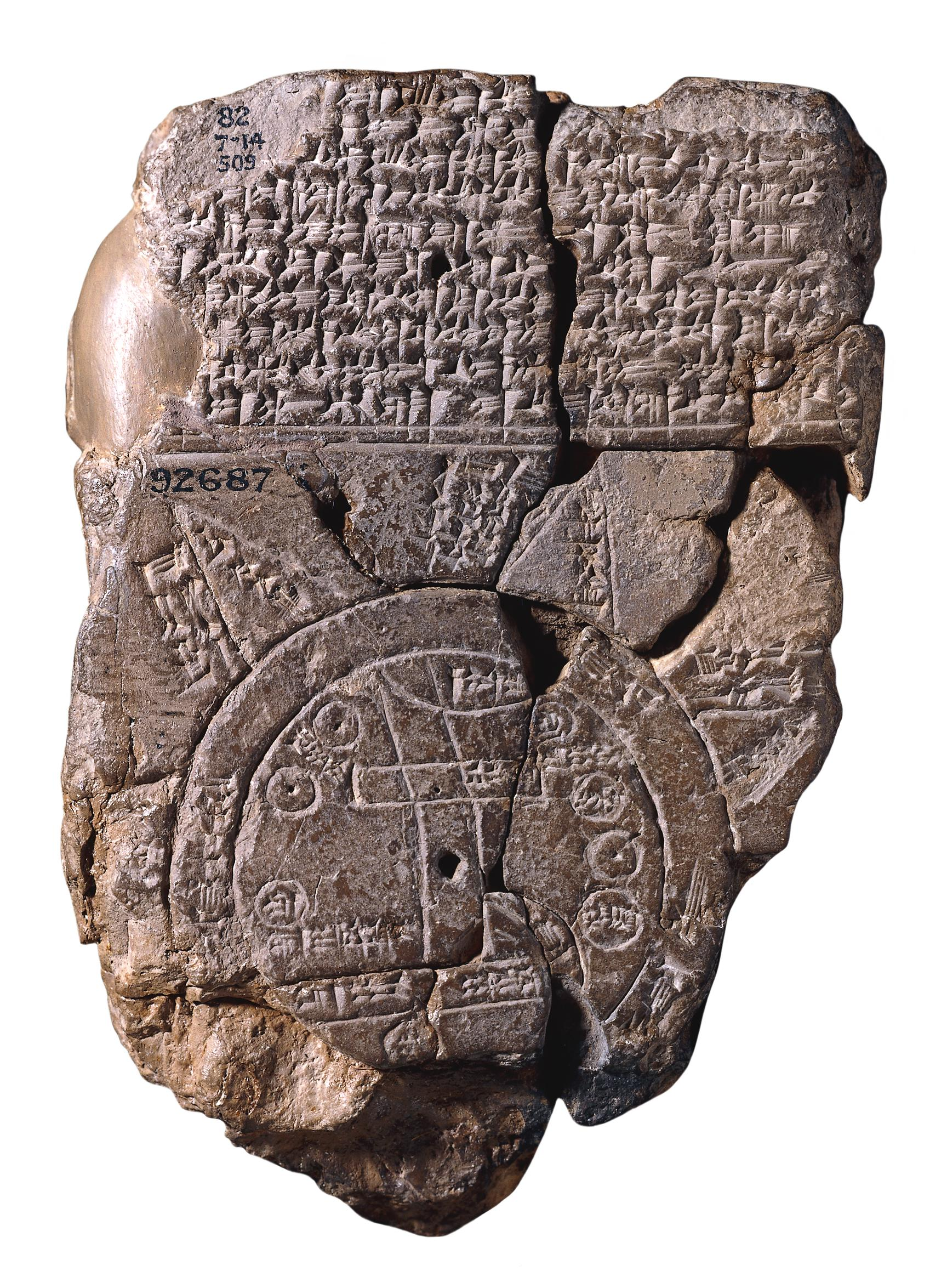
바빌로니아의 세계지도. 기원전 6세기

최초의 지도로는 기원전 7천년경의 소아시아 지역에서 흑요석 무역으로 번창하였던 고대 도시 차탈 회위크(튀르키예어: Çatalhöyük)의 그림지도가 있다.
고대부터 여러 문화에서는 지도가 제작되었으며 그 중 유명한 것으로는 바빌로니아의 세계지도를 비롯하여 고대 그리스의 소크라테스 이전 철학자 중 하나였던 아낙시만드로스의 세계지도 등이 있다.
중세에서도 동서양 모두에서 지도는 계속하여 제작되었다. TO 지도는 중세 서양의 지리 인식을 보여주는 지도로 이중 가장 상세한 지리정보를 담은 것으로 1300년경 잉글랜드에서 제작된 헤어포드 마파 문디(라틴어: Hereford Mappa Mundi)가 있다. 1402년 조선의 혼일강리역대국도지도는 당대 동아시아의 지리정보를 망라하여 제작한 세계지도이다. 지리상의 발견이후 세계지도는 점점 더 넓은 지역을 상세하게 나타내기 시작하였고 마테오 리치가 서양의 세계지도를 바탕으로 제작한 곤여만국전도에는 현대 지도가 나타내는 모든 대륙을 표기하고 있다.
현대에는 위성 사진과 항공 촬영을 바탕으로 매우 정교한 지도의 제작이 가능하게 되었다.

## 종류
| 분류 기준 | 종류       | 예 |
| --------- | ---------- | --- |
| 내용      | 일반도     | 지형도, 지세도, 총람도 |
| 내용      | 주제도     | 지질도, 토양도, 토지 이용도, 도시 계획도, 교통도, 인구 분포도, 해도, 항공도, 일기도, 지적도, 관광도 및 각종 경제 지도, 전자지도 |
| 축척      | 대축척지도 | 1：5,000 지도, 1：25,000 지도, 1：50,000 지도                                                                                   |
| 축척      | 소축척지도 | 1：2,500,000 한국 전도 |
| 작성법    | 실측도     | 지적도, 설계도, 1：50,000 지도, 1：25,000 지도                                                                                  |
| 작성법    | 편집도     | 지세도, 총람도, 주제도 |
| 구성      | 분도       | 대축척의 지도 |
| 구성      | 전도       | 한국 전도, 세계 전도 |
| 구성      | 지도책     | 지리 부도, 여행도로지도 |
| 표현법    | 기호식지도 | 일반 지도, 등치선도, 지역별 분류도, 다이어그램 지도, 블록 다이어그램                                                            |
| 표현법    | 회화도     | 조감도 |
| 표현법    | 사진지도   | 포토 맵 |

## 지리 정보
지도는 지리 정보를 전달하기 위해 제작되기 시작하였다. 지도학은 지리 정보의 전달을 위해 지도제작의 기준이 되는 지도투영법과 등고선과 같은 기호들을 고안하였다.

### 지도 투영법
지구는 구에 가까운 3차원의 형태를 띠고 있다. 이러한 지구를 평면에 나타내기 위한 기법을 지도투영법이라 한다. 정확해야 하는 조건에 따라 정적도법, 정각도법, 정거도법, 방위도법, 정형도법 등의 지도투영법으로 나뉘며, 이 조건을 정확히 만족시키지 않으나 조건중 여러개를 대체로 정확하게 투영하는 지도투영법도 사용된다.
주로 사용되는 것은 메르카토르 도법과, 몰바이데 도법, 시뉴소이드 도법이다.

### 지도 기호
지도에 사용되는 기호는 관례적으로 통용되는 것이 있으나 지도마다 조금씩 차이가 있다. 지도에 사용된 기호가 뜻하는 바는 지도의 범례에 표시되어 있다. 다음은 공통적으로 사용되는 기본적인 지도 기호이다.
- 등고선: 지표의 높낮이를 나타내는 선이다. 대개 연한 갈색 실선으로 나타낸다.
- 색상의 사용
  - 높낮이: 연두색, 녹색은 저지대를 갈색은 고지대를 뜻한다.
  - 물: 강, 호수, 바다 등의 물은 파랑계열의 색으로 나타낸다. 옅은 파란색은 얕은 곳을 짙은 파란색은 깊은 곳을 나타낸다.
  - 도시: 도심지역은 분홍색으로 나타낸다.
- 기호: 주요 건물, 문화재, 도로와 같은 것을 표시하기 위해 기호를 사용한다.

## 문제점
지구는 2차원이 아닌 3차원 개체이므로, 3차원인 지구를 2차원 평면지도에 담으려 하니 여러 오류가 있다. (평면지도보다 지구본이 더 정확하다.)
평면지도에서는 특히 북위도, 남위도 지역이 과장 되게 넓어져 있다.
대표적인 지도 오류로 세계지도에서 지나치게 크게 보이는 곳은 러시아, 캐나다, 그린란드, 북아메리카, 남아메리카이다.

## 전자지도
2000년 이후에는 인터넷과 각종 통신 기술의 발달로 지리 정보 시스템을 이용한 전자지도의 이용이 빠르게 확산되고 있다. 인터넷 포털 사이트의 지리 정보 서비스나 자동차의 내비게이션 사용 등이 그것이다.
- 구글 지도 (링크)
- OpenStreetMap (링크)
- 카카오맵 (링크)
- 네이버 지도 (링크)
- 토끼플 지도 (링크)

## 같이 보기
- 지도 배치
- 지구본
- 구글맵
- 오픈스트리트맵

## 참고 문헌
- 이희연, 《지도학 (주제도 제작의 원리와 기법)》, 법문사, 2007, ISBN 978-89-18-25059-5
- Cool Maps 보관됨 2019-10-19 - 웨이백 머신